# Caecoserolis brinki
Caecoserolis brinki là một loài chân đều trong họ Serolidae. Loài này được Kensley miêu tả khoa học năm 1978.